# Spirama cohaerens
Spirama cohaerens är en fjärilsart som beskrevs av Moore. Spirama cohaerens ingår i släktet Spirama och familjen nattflyn. Inga underarter finns listade i Catalogue of Life.